# Todd Thomsen

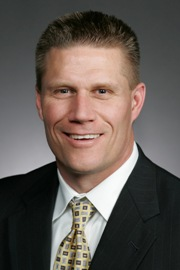
Todd Thomsen (2006)

Todd Thomsen (* 24. Juni 1967) ist ein US-amerikanischer Politiker. Er vertritt einen Wahlbezirk, der die Countys Hughes, McClain, Pontotoc und Pottawatomie umfasst, im Repräsentantenhaus von Oklahoma.

## Frühe Jahre
Thomsen spielte im Football-Team Oklahoma Sooners der University of Oklahoma zwischen 1985 und 1988 und nahm an der nationalen Meisterschaft teil.

## Politische Karriere
2006 gewann er als Mitglied der Republikanischen Partei gegen den Demokraten Darrell Nemecek den Wahlkreis und wurde Mitglied im Parlament Oklahomas. 2008 trat Thomsen erneut zur Wiederwahl an und fasste sein Wahlprogramm mit den Stichworten „Verbesserung der Erziehung, Senken der Steuern und Durchsetzen konservativer Werte im Parlament“ zusammen. Im November 2008 wurde er wiedergewählt und sitzt im Bildungsausschuss, dem House Education Committee und ist Vorsitzender des Ausschusses für „höhere Bildung und Karriere in technischen Berufen“.
Er gilt als Initiator von Resolutionen, die sich gegen die Evolution richten.
2009 erlangte er internationale Aufmerksamkeit, als er den dem Parlament Oklahomas die Resolutionen 1014 und 1015 vorlegte, die die Einladung der University of Oklahoma an Richard Dawkins verhindern sollte. Dawkins sprach vor einer Menge im McCasland Field House nahe der Universität und kritisierte Thomsen scharf. Das Repräsentantenhaus Oklahomas lehnte die Resolutionen ab.
Im März 2009 wurde Thomsen in einen weiteren Bildungsausschuss berufen, den „Oklahoma Experimental Program to Stimulate Competitive Research Advisory Committee“. Dieser Ausschuss soll die technische Ausbildung an Oklahomas Hochschulen verbessern.

## Privates
Er ist verheiratet und hat vier Kinder: Menee, Aneli, Tyde und Towan. Sein Kind Tal ist verstorben.